# Yamatocallis takagii
Yamatocallis takagii är en insektsart som först beskrevs av Takahashi, R. 1963.  Yamatocallis takagii ingår i släktet Yamatocallis och familjen långrörsbladlöss. Inga underarter finns listade i Catalogue of Life.